# Nicky Whelan
Nicky Whelan (Victoria, 10 de mayo de 1981) es una actriz y modelo australiana, conocida por haber interpretado a Pepper Steiger en la serie Neighbours.

## Biografía
Nikky es nieta del fallecido jugador australiano Marcus Whelan.
En 2011 comenzó a salir con DJ Ashba, el guitarrista de Guns N Roses. En 2013 salió con el actor estadounidense Chad Michael Murray.

## Carrera
El 12 de octubre de 2006, se unió al elenco de la popular serie australiana Neighbours, donde interpretó a Heidi "Pepper" Steiger hasta el 1 de noviembre de 2007. En 2009 apareció por primera vez en la serie estadounidense Scrubs, donde interpretó a la estudiante de medicina Maya hasta 2010. Ese mismo año apareció en la película Hollywood & Wine, donde interpretó los personajes de Jamie Stephens y Diane Blaine.
En 2013 obtuvo un papel secundario en la película Knight of Cups, protagonizada por Christian Bale, Natalie Portman y Cate Blanchett. También interpretó Marti en la película The Power of Few y a Tess en Do It Yourself. Ese mismo año se unió al elenco recurrente de la serie Franklin & Bash, donde interpretó a Charlotte "Charlie". Se unió al elenco principal de la serie Chosen, donde da vida a Laura Mitchell hasta ahora.

## Filmografía
Películas
| Año  | Título                               | Personaje      | Notas |
| ---- | ------------------------------------ | -------------- | --- |
| 2020 | The Binge                            | Pun-Isher      | |
| 2019 | Trauma Center                        | Madison Taylor | |
| 2018 | Pretty Little Stalker                | Lorna          | |
| 2017 | Tragedy Girls                        | Mrs. Kent      | |
| 2017 | Inconceivable                        | Katie          | |
| 2016 | Rebirth                              | Naomi          | |
| 2015 | The Wedding Ringer                   | Nadia          | |
| 2014 | Diamonds Down Under                  | Renee          | junto a Jack Thompson y Casey Bond                                                                       |
| 2014 | Left Behind                          | Hattie Durham  | junto a Nicolas Cage, Chad Michael Murray, Lea Thompson y Jordin Sparks                                  |
| 2014 | Knight of Cups                       | —              | junto a Christian Bale, Natalie Portman, Isabel Lucas, Antonio Banderas, Joel Kinnaman y Joe Manganiello |
| 2013 | Do It Yourself                       | Tess           | junto a Melora Hardin, Ryan McPartlin, Ben Rappaport y Bill Engvall                                      |
| 2013 | Flight 7500                          | —              | junto a Jamie Chung, Amy Smart, Leslie Bibb, Ryan Kwanten y Johnathon Schaech                            |
| 2013 | Borrowed Moments                     | Melissa        | junto a Brian Krause, Vanessa Marcil, C. Thomas Howell y Tracy Scoggins                                  |
| 2013 | Paranormal Movie                     | Condy          | junto a Kevin P. Farley, Carly Craig, Eric Roberts, William Katt y Tom Sizemore                          |
| 2013 | The Power of Few                     | Marti          | junto a Christopher Walken, Christian Slater, Q'orianka Kilcher, Anthony Anderson y Moon Bloodgood       |
| 2012 | Departure Date                       | Violet         | junto a Max Brown, Ben Feldman, Janeane Garofalo, Luis Guzmán y Philip Baker Hall                        |
| 2012 | Coffees                              | Victoria       | corto - junto a Alex Beh, P. J. Byrne, Julie McNiven y Efren Ramírez                                     |
| 2012 | Table for Three                      | Holly Timmons  | junto a Brenda Song, Scott Bakula, Christine Woods y Cedric Yarbrough                                    |
| 2011 | Hall Pass                            | Leigh          | junto a Owen Wilson, Jason Sudeikis, Jenna Fischer y Christina Applegate                                 |
| 2010 | Hollywood & Wine                     | Jamie Stephens | junto a Chris Parnell, Vivica A. Fox y Pamela Anderson                                                   |
| 2009 | Dave Knoll Finds His Soul            | Mujer          | junto a Olivia Munn y Masi Oka                                                                           |
| 2009 | Halloween II                         | Wendy Snow     | junto a Malcolm McDowell, Tyler Mane, Brad Dourif, Scout Taylor-Compton y Tyler Mane                     |
| 2009 | The Outside                          | Spring Easten  | junto a Michael Graziadei, Nia Peeples, Thomas Garner, Rob Moran y Matt Cohen                            |
| 2007 | Little Deaths                        | Thorette       | junto a Simon Barbaro, Peter Barron, Virginia Bowers, Christopher Brown y Mirrah Foulkes                 |
| 2004 | Russell Coight's Celebrity Challenge | Chrissie Grant | junto a Glenn Robbins, Charlie Garber, Lucy Gould y Chad Kendrick                                        |

Series de televisión
| Año             | Serie                    | Personaje      | Notas                                     |
| --------------- | ------------------------ | -------------- | ----------------------------------------- |
| 2013 - presente | Chosen                   | Laura Mitchell | 12 episodios                              |
| 2013            | Franklin & Bash          | Charlie        | 6 episodios                               |
| 2012            | NTSF:SD:SUV              | -              | episodio "Time Angels"                    |
| 2011            | Workaholics              | Naomi          | episodio "Temp-Tress"                     |
| 2011            | Friends With Benefits    | Colleen        | episodio "The Benefit of the Mute Button" |
| 2011            | Suite 7'                 | Mujer          | episodio "That Guy"                       |
| 2010            | Funny or Die Presents... | Sandoz Lilly   | episodio "The Carpet Brothers"            |
| 2009 - 2010     | Scrubs                   | Maya           | 9 episodios                               |
| 2010            | Carpet Bros              | -              | episodio # 2.1                            |
| 2009            | Melrose Place            | Kira           | episodio "Canon"                          |
| 2009            | Entourage                | Azafata        | episodio ""Give a Little Bit"             |
| 2006 - 2007     | Neighbours               | Pepper Steiger | 81 episodios                              |
| 2003            | Pizza                    | Animadora      | episodio "Road Trip Pizza 2"              |

Apariciones
| Año | Programa            | Notas        |
| --- | ------------------- | ------------ |
| —   | Coxys Big Break     | presentadora |
| —   | Melbourne Woman     | presentadora |
| —   | Beyond The Boundary | presentadora |